# العلاقات الدنماركية البلجيكية
العلاقات الدنماركية البلجيكية هي العلاقات الثنائية التي تجمع بين الدنمارك وبلجيكا.

## مقارنة بين البلدين
هذه مقارنة عامة ومرجعية للدولتين:
| وجه المقارنة                                              | الدنمارك                                                     | بلجيكا                                                                              |
| --------------------------------------------------------- | ------------------------------------------------------------ | ----------------------------------------------------------------------------------- |
| المساحة (كم2)                                             | 42.92 ألف                                                    | 30.53 ألف                                                                           |
| عدد السكان (نسمة)                                         | 5.79 مليون                                                   | 11.37 مليون                                                                         |
| الكثافة السكانية (ن./كم²)                                 | 134.9                                                        | 372.42                                                                              |
| العاصمة                                                   | كوبنهاغن                                                     | بروكسل                                                                              |
| اللغة الرسمية                                             | اللغة الدنماركية                                             | اللغة الهولندية، لغة فرنسية، اللغة الألمانية                                        |
| العملة                                                    | كرونة دنماركية                                               | يورو، فرنك بلجيكي                                                                   |
| الناتج المحلي الإجمالي (بليون دولار)                      | 324.87 مليار                                                 | 492.68 مليار                                                                        |
| الناتج المحلي الإجمالي (تعادل القوة الشرائية) بليون دولار | 278.61 مليار                                                 | 514.74 مليار                                                                        |
| الناتج المحلي الإجمالي الاسمي للفرد دولار أمريكي          | 51.99 ألف                                                    | 40.32 ألف                                                                           |
| الناتج المحلي الإجمالي للفرد دولار أمريكي                 | 45.54 ألف                                                    | 43.44 ألف                                                                           |
| مؤشر التنمية البشرية                                      | 0.900                                                        | 0.890                                                                               |
| رمز المكالمات الدولي                                      | +45                                                          | +32                                                                                 |
| رمز الإنترنت                                              | .dk                                                          | .be                                                                                 |
| المنطقة الزمنية                                           | توقيت وسط أوروبا، ت ع م+02:00، ت ع م+01:00، أوروبا/كوبنهاجن ‏ | توقيت وسط أوروبا، ت ع م+01:00، ت ع م+02:00، توقيت وسط أوروبا الصيفي، أوروبا/بروكسل ‏ |

## مدن متوأمة
في ما يلي قائمة باتفاقيات التوأمة بين مدن دنماركية وبلجيكية:
- ترتبط غلوستروب مع كوكلبرغ [الإنجليزية]‏ باتفاقية توأمة.
- ترتبط هولستيبرو مع هوفاليز باتفاقية توأمة.
- ترتبط Alken, Denmark [الإنجليزية]‏ مع Alken, Belgium [الإنجليزية]‏ باتفاقية توأمة.

## منظمات دولية مشتركة
يشترك البلدان في عضوية مجموعة من المنظمات الدولية، منها:
| علم المنظمة | اسم المنظمة                               | تاريخ انضمام الدنمارك | تاريخ انضمام بلجيكا |
| ----------- | ----------------------------------------- | --------------------- | ------------------- |
|             | اتفاقية السماوات المفتوحة                 | ?                     | ?                   |
|             | منظمة التجارة العالمية                    | 1995                  | ?                   |
|             | الأمم المتحدة                             | 24 أكتوبر 1945        | 27 ديسمبر 1945      |
|             | حلف شمال الأطلسي                          | 4 أبريل 1949          | 4 أبريل 1949        |
|             | الاتحاد الدولي للاتصالات                  | 1866                  | 1866                |
|             | منظمة التعاون الاقتصادي والتنمية          | ?                     | ?                   |
|             | مجلس أوروبا                               | ?                     | ?                   |
|             | وكالة الفضاء الأوروبية                    | ?                     | ?                   |
|             | اتحاد المدفوعات الأوروبي ‏                 | ?                     | ?                   |
|             | المرصد الأوروبي الجنوبي                   | 1967                  | 1962                |
|             | المنظمة الأوروبية لسلامة الملاحة الجوية   | 1994                  | 1960                |
|             | الاتحاد الأوروبي                          | 1973                  | 25 مارس 1957        |
|             | الاتحاد البريدي العالمي                   | ?                     | ?                   |
|             | يونسكو                                    | 4 نوفمبر 1946         | 29 نوفمبر 1946      |
|             | مؤسسة التنمية الدولية                     | 30 نوفمبر 1960        | 2 يوليو 1964        |
|             | منظمة حظر الأسلحة الكيميائية              | ?                     | ?                   |
|             | نظام تحكم تكنولوجيا القذائف               | 1990                  | 1990                |
|             | وكالة ضمان الاستثمار متعدد الأطراف        | 12 أبريل 1988         | 18 سبتمبر 1992      |
|             | منظمة الشرطة الجنائية الدولية             | ?                     | ?                   |
|             | مؤسسة التمويل الدولية                     | 20 يوليو 1956         | 27 ديسمبر 1956      |
|             | بنك التنمية الآسيوي                       | 1966                  | 1966                |
|             | البنك الدولي للإنشاء والتعمير             | 30 نوفمبر 1960        | 27 ديسمبر 1945      |
|             | الفريق المعني برصد الأرض                  | ?                     | ?                   |
|             | البنك الإفريقي للتنمية                    | ?                     | ?                   |
|             | مجموعة الموردين النوويين                  | ?                     | ?                   |
|             | مجموعة أستراليا                           | 1985                  | 1985                |
|             | مركز تنسيق الحركة في أوروبا ‏              | ?                     | ?                   |
|             | منظمة الأمن والتعاون في أوروبا            | 25 يونيو 1973         | 25 يونيو 1973       |
|             | المركز الدولي لتسوية المنازعات الاستشارية | 24 مايو 1968          | 26 سبتمبر 1970      |

## أعلام
هذه قائمة لبعض الشخصيات التي تربطها علاقات بالبلدين:
- ألبير الثاني ملك بلجيكا (سياسي بلجيكي، 6 يونيو 1934[25] – )
- الأميرة إليزابيث، دوقة برابانت (25 أكتوبر 2001 – )
- إليانور أميرة بلجيكا (16 أبريل 2008 – )
- بودوان الأول ملك بلجيكا (7 سبتمبر 1930[26][27][28] – 31 يوليو 1993[26][27][28])
- غابرييل أمير بلجيكا (أمير بلجيكا، 20 أغسطس 2003 – )
- كريستينا أولدنبورغ (نوفمبر 1521 – 10 ديسمبر 1590)

## وصلات خارجية
- موقع وزارة الخارجية الدنماركية
- موقع وزارة الخارجية البلجيكية